# Poblat murat de Cas Frares
El poblat murat de Cas Frares és un poblat talaiòtic situat a la possessió de cas Frares, Llucmajor, Mallorca. En les primeres publicacions se'n diferenciaren dues parts malgrat que formen part del mateix conjunt arqueològic:
- Es Cuitor: En aquest indret hi ha restes de tres talaiots de planta circular i restes d'una murada.
- Sa Pleta Rodona: En aquest lloc, veí de l'anterior, s'hi troben restes de dos talaiots de planta circular, un d'ells amb una construcció talaiòtica adossada pel costat de l'est, i l'altre es troba rodejat per una murada formada per lloses col·locades de cantó. També s'hi troben algunes basses i cocons coberts que haurien estat emprats com a dipòsits d'aigua.[1]